# Clepsis flavidana
Clepsis flavidana es una especie de polilla del género Clepsis, categorizada en la tribu Archipini, de la subfamilia Tortricinae.

## Distribución
Se distribuye por Canadá.

## Taxonomía
Fue descrita por McDunnough en 1923 y publicada en (Tortrix), Can. Ent. 55: 168.